# Heinrich Winkel
Heinrich Winkel, auch Heinrich Winckel (* um 1493 in Wernigerode; † um 1551 in Braunschweig) war lutherischer Theologe und Reformator.

## Leben
Seine Familie war kleinbürgerlich und lebte im frommen Geiste des späten Mittelalters. Als er erst 14 Jahre war, kaufte ihn sein Vater mit 130 Gulden in das St.-Johannes-Kloster in Halberstadt ein. Der Knabe fügte sich leicht ins Klosterleben ein und zeigte schon früh die Neigung zum Studium, so dass er 1511 vom Orden nach Leipzig geschickt wurde. Nach seiner Rückkehr hatte der junge Augustinermönch in der Klosterschule zu unterrichten.
Inzwischen waren reformatorische Einflüsse auch ins Halberstädter Kloster eingedrungen. In den entscheidenden Jahren der Reformation trat eine Reihe von Ordensbrüdern für das Evangelium ein. Sie vermochten sich aber nicht durchzusetzen und mussten das Kloster verlassen. Nun wurde Winkel im Jahre 1523 zum Prior gewählt. Kurze Zeit darauf erbat der der Reformation zuneigende Rat ihn als Pfarrer an die Martinikirche, wo er durch seine volkstümliche Predigt gerade in der Zeit des Bauernaufstandes zum Segen wirkte.
Als Bischof in Halberstadt hätte ihn der Kardinal Albrecht gern gehalten und machte ihm sogar das Zugeständnis, dass er nur einmal im Jahr die Messe zu lesen brauchte. Aber Winkel war inzwischen von der lutherischen Auffassung ergriffen, so dass er nicht nur das Pfarramt verlor, sondern ihm auch die Rückkehr ins Kloster versagt wurde.

### Über Wittenberg nach Braunschweig
Nun ging Winkel nach Wittenberg, um gründlich zu studieren. An seine Ordensbrüder in Halberstadt schrieb er noch zwei Briefe, in denen er von seiner inneren Befreiung spricht. Später versuchten die Halberstädter vergeblich, ihn wieder an die Martinikirche zu ziehen. Er wandte sich jedoch stattdessen nach Braunschweig, wo die Reformation 1528 zu vollem Siege gelangt war. Um die Kirchenordnung für Braunschweig zu schreiben, wurde Johannes Bugenhagen berufen, den er nach Kräften unterstützte. Als Bugenhagen nach kurzer Zeit die Stadt verließ, empfahl Luther den Magister Görlitz als Superintendent, mit dem Winkel wieder als Koadjutor zusammenwirkte. Beide veröffentlichten 1531 gemeinsam ein Bekenntnis, als unter den Stadtpfarrern Meinungsverschiedenheiten über das Abendmahl entstanden waren.

### Auswirkungen auf das Umland
Über Braunschweig hinaus erlangte Winkel auch in anderen Städten Niedersachsens Bedeutung für die Reformation. Göttingen, Hannover und Hildesheim haben es ihm zu danken, dass die reformatorischen Kräfte in gesunde Bahnen gelenkt wurden. Zuerst richteten die Göttinger ihre Blicke auf ihn, als es galt, einen begabten und ruhigen Leiter für das neue Kirchenwesen zu gewinnen. Es gelang ihm, binnen kurzem dort die bilderstürmerischen Tendenzen zu überwinden und auch den konservativen Teil der Bürgerschaft auf die Seite der Reformation zu ziehen. Die Kirchenordnung, die er in Göttingen ausgab, richtete sich nach der Braunschweigschen. Gern hätte Göttingen ihn für immer bei sich behalten. Doch er lehnte den ehrenvollen Ruf ab.
Nach seiner Rückkehr nach Braunschweig hatte er indessen bald wieder Gelegenheit, einen auswärtigen Dienst zu übernehmen. Nicht nur in Halberstadt und in Lemgo, sondern vor allem in Hannover kam sein Einfluss zur Geltung. Fast ein Jahr wirkte er hier für die Festigung der Reformation. Weil er des Niederdeutschen mächtig war, wurde er in allen Schichten der Bevölkerung geschätzt. Auf der Grundlage, die er gelegt hatte, konnte das Kirchenwesen Hannovers eine ruhige Entwicklung nehmen.

### Wirken in Hildesheim
Auch in der Bischofsstadt Hildesheim, die sich der reformatorischen Predigt so lange verschlossen hatte, musste der neue Geist zur Geltung kommen. Die politischen Ereignisse von 1542 öffneten ihm die Tore der Stadt. Auf Verlangen der Bürgerschaft konnten drei evangelische Prediger, Winkel, Bugenhagen und Anton Corvinus, gemeinsam die Neuordnung des Kirchen- und Schulwesens in Hildesheim beginnen. Die neue Kirchenordnung wurde gleich aufgestellt und gedruckt. Länger als die beiden andern wirkte Winkel in Hildesheim, bis auch er nach Braunschweig zurückgerufen wurde, wo ihm durch die neue Landesvisitation größere Aufgaben zuwuchsen.
In seiner Predigt vertrat er keine eigenen Gedanken, sondern gab in aller Treue weiter. was er bei Martin Luther gelernt hatte. Die Zeitgenossen rühmen ihn als gelehrten und wortgewandten Mann, der seine nicht gewöhnlichen Gaben ganz und gar in den Dienst der Reformation gestellt hatte. In seinem Wesen demütig und bescheiden, war er ein eindrucksvoller Prediger, der durch seinen eifrigen und treuen Dienst für die Reformation in Niedersachsen Bleibendes geschaffen hat.